# Котлас (аеропорт)
Аеропорт Котлас (IATA: KSZ, ICAO: ULKK) — маленький аеропорт в Архангельській області, Росія, розташовано за 4 км від міста Котлас.
Аеропорт Котлас 3 класу, здатен приймати повітряні судна Ан-24, Ан-26, Ан-30, Як-40 і класом нижче, а також гелікоптери всіх типів.

## Авіалінії та напрямки
| Авіакомпанія                             | Пункт призначення       |
| ---------------------------------------- | ----------------------- |
| 2nd Arkhangelsk United Aviation Division | Архангельськ            |
| Komiaviatrans                            | Архангельськ, Сиктивкар |
| Pskovavia                                | Ст Петербург            |

## Ресурси Інтернету
- Аэропорт Котлас в справочнике Aviapages.ru